# جيسيكا هافوك
جيسيكا هافوك (بالإنجليزية: Jessicka Havok)‏ هي مصارعة محترفة أمريكية، ولدت في 20 يونيو 1986 في ماسيلون ، الولايات المتحدة. اشتهرت بإسمها الحلبي جيسيكا هافوك. وقد تم توقيعها حاليًا مع إمباكت ريسلينغ ، تحت اسم الحلبة هافوك ، وهي بطلة سابقة في بطولة تأثير خروج المغلوب لمرة واحدة. قدمت بإنتظام العديد من العروض الترويجية المستقلة، بما في ذلك تألق المصارعة والنساء النجوم غير الخاضعة للرقابة، حيث كانت بطلة في بطولة WSU السابقة مرتين.

## روابط خارجية
- جيسيكا هافوك على موقع CageMatch worker (الإنجليزية)
- جيسيكا هافوك على موقع قاعدة بيانات المصارعة على الإنترنت (الإنجليزية)
- جيسيكا هافوك على موقع عالم المصارعة على الإنترنت (الإنجليزية)
- جيسيكا هافوك على موقع عالم المصارعة على الإنترنت (الإنجليزية)